# Stazione di Yū
La stazione di Yū (由宇?, Yū-eki) è una fermata ferroviaria situata nella città di Iwakuni, nella prefettura di Yamaguchi in Giappone. Si trova lungo la linea principale Sanyō della JR West.

## Linee e servizi
JR West
■ Linea principale Sanyō

## Caratteristiche
La fermata è dotata di un marciapiede laterale e uno a isola con tre binari in superficie collegati da sovrappassaggio.
| 1-2 | ■ Linea principale Sanyō | per Iwakuni e Hiroshima |
| 3   | ■ Linea principale Sanyō | per Yanai e Tokuyama    |

## Stazioni adiacenti
| «                      | Servizio               | »                      |
| Linea principale Sanyō | Linea principale Sanyō | Linea principale Sanyō |
| ---------------------- | ---------------------- | ---------------------- |
| Tsuzu                  | Locale                 | Kōjiro                 |